# O Golgata, där Jesus dog
O Golgata, där Jesus dog är en sång med text av Karl Johan Røssberg och musik av Johannes Albert Albro. Sången översattes till svenska 1945 av Märta Gundberg.

## Publicerad i
- Frälsningsarméns sångbok 1968 som nr 613 under rubriken "Högtider - Passionstid".
- Frälsningsarméns sångbok 1990 som nr 732 under rubriken "Fastan".